# Glasair Aviation

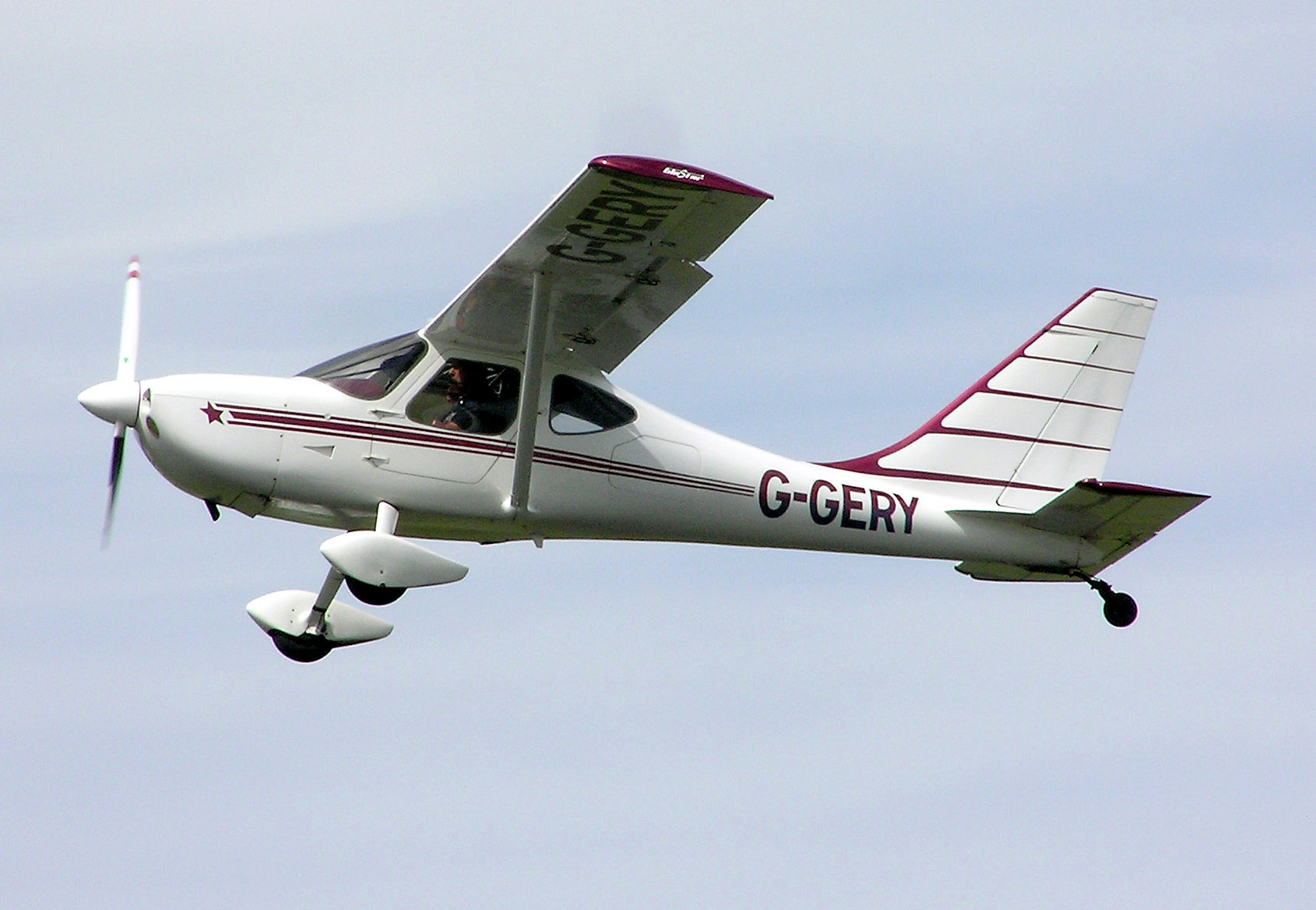
Glasair Glastar, Baujahr 2002

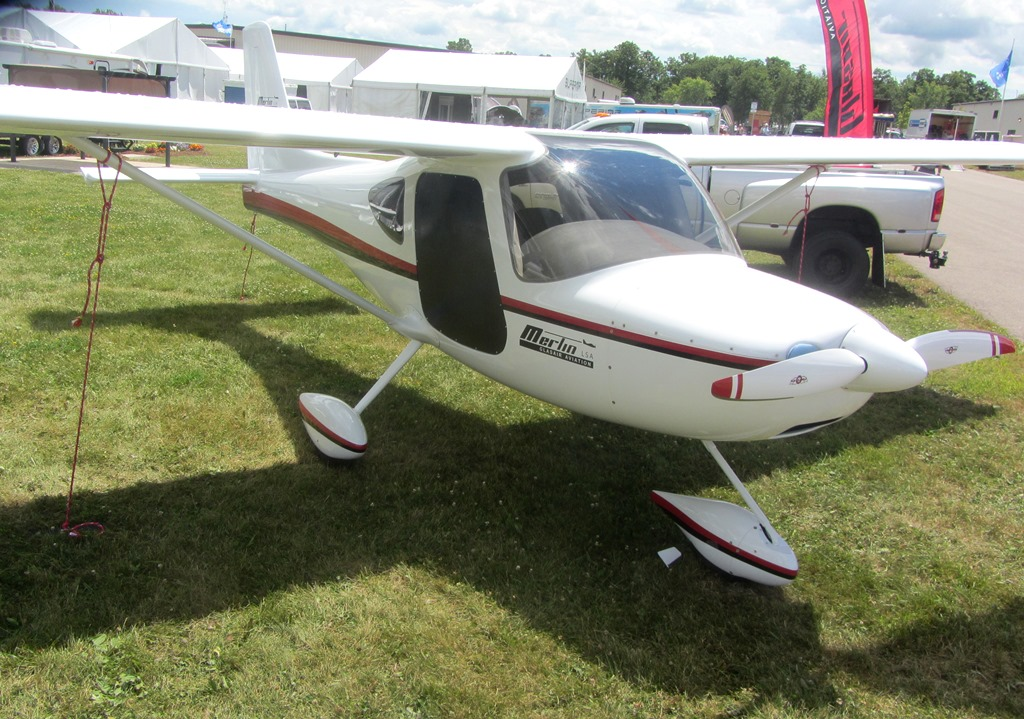
Glasair Merlin LSA

Glasair Aviation ist ein US-amerikanischer Hersteller von Flugzeugbausätzen aus Arlington in Washington.

## Geschichte
Tom Hamilton konstruierte die Glasair TD und gründete das Unternehmen Stoddard-Hamilton Aircraft im Jahr 1979. Im Jahr 2001 gründete Thomas W. Wathen Glasair Aviation, indem er die Glasair-Aktiva aus der Konkursmasse der Stoddard-Hamilton Aircraft und alle Rechte und Aktiva der GlaStar von Arlington Aircraft Development kaufte. Die beiden neuen Unternehmen New Glasair und New GlaStar werden im Namen der Glasair Aviation vermarktet. Weltweit wurden über 3000 Glasair-Bausätze ausgeliefert.
Im Juli 2012 wurde das Unternehmen an die chinesische Jilin Hanxing Group verkauft, die das Unternehmen in Glasair Aircraft USA umfirmierte. Jilin Hanxing deutete an, für die Glastar eine Musterzulassung erreichen zu wollen und ansonsten die Produktion in Arlington zu belassen. Der Vorsitzende der Jilin Hanxing Group TieJi Fang sagte, das Unternehmen solle Schulflugzeuge für Flugschulen und Privatflugzeuge für den chinesischen Markt herstellen. Er erklärte, der Kauf von Glasair sei „der erste Schritte einer sehr langen Reise“.
Am 14. Mai 2019 wurde Randy Lervold zum CEO berufen. Zuvor war Lervold Vorstandsmitglied für Verkauf und Marketing bei Dynon Avionics und Geschäftsführer von Cub Crafters.

## Flugzeuge

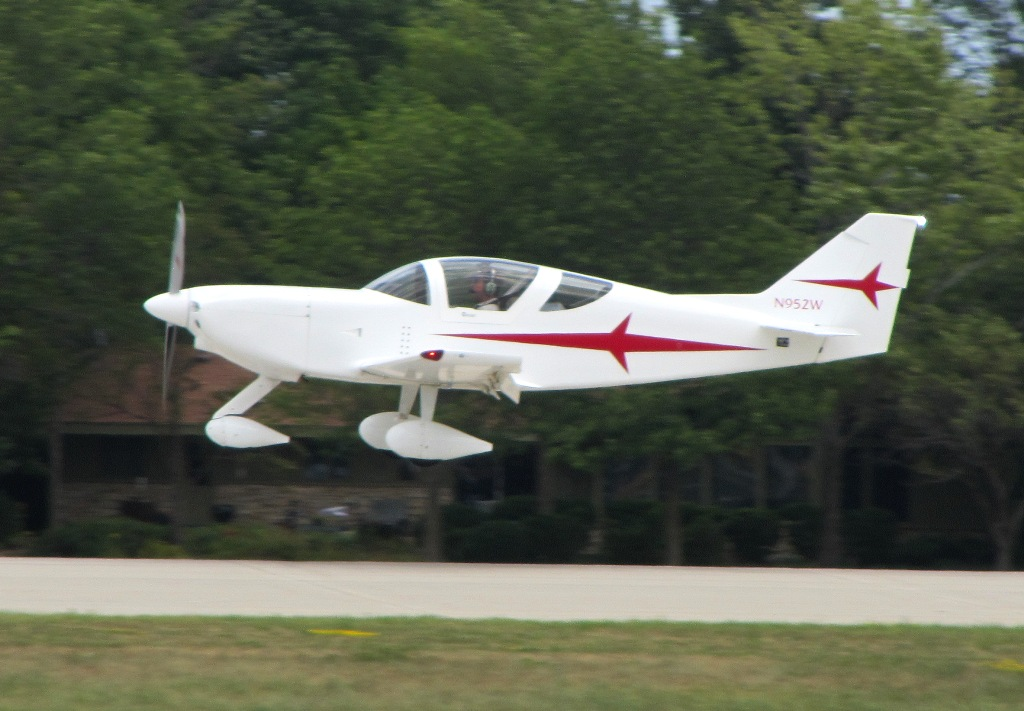
Glasair II

| Modell             | Jungfernflug | gebaute Exemplare | Typ                         |
| ------------------ | ------------ | ----------------- | --------------------------- |
| Glasair I          | 1979         | 807               | zweisitziger Tiefdecker     |
| Glasair II         | 1989         | 1200              | zweisitziger Tiefdecker     |
| Glasair III        | 1986         | 500               | zweisitziger Tiefdecker     |
| GlaStar            | 1994         | 300               | zweisitziger Schulterdecker |
| Sportsman 2+2      | 2003         | 400               | viersitziger Schulterdecker |
| Glasair Merlin LSA | 2015         | 1                 | zweisitziger Schulterdecker |